# Dynacord CLS Serie
Die Dynacord CLS Serie bestehend aus den Modellen CLS 22 und CLS 222 war ein vom deutschen Elektronikhersteller Dynacord entwickeltes Effektgerät zur Nachahmung eines Leslie-Lautsprechers. Das Effektgerät wurde im 19-Zoll-Format mit einer Höheneinheit gebaut und befand sich von 1982 bis 2003 in Produktion. Die Modelle gelten als die ersten und bis heute besten professionellen Möglichkeiten zur alternativen Klangerzeugung eines Leslie-Rotors.

## Geschichte
Das Modell „CLS 22“ wurde von 1982 bis 1988 gebaut und nutzt ein ausschließlich analoges Signal. Laut der offiziellen Produktbroschüre des Herstellers begann Dynacord schon in den 1970er Jahren mit der Entwicklung des Effektes mit dem Ziel den Klang des mechanischen Rotorkabinetts vollelektronisch und verschleißfrei nachzuahmen. Dazu teilte der Hersteller das Eingangssignal mittels einer elektronischen Frequenzweiche in ein Hochton- und ein Tieftonsignal. Da die An- und Auslaufzeiten der beiden Kanäle absichtlich variierten, konnte der Rotor-Klang elektronisch kopiert werden. Es konnte zwischen schneller Geschwindigkeit („Fast“), langsamen Rotor-Klang („Slow“) und unberührtes Signal („Stop“) gewählt werden. Außerdem konnten Eingangspegel der Vorstufe, Rotor-Balance, Ausgangspegel der Signale zwischen Monophonie oder Stereofonie eingestellt werden. Auf der Rückseite befindet sich ein Kaltgerätestecker, Klinkenbuchsen, XLR-Ausgänge, Feinjustierungen für die Rotordrehzahl sowie ein Fußschaltereingang.
Im Jahr 1989 wurde eine überarbeitete Version des Gerätes unter der Bezeichnung „CLS 222“ veröffentlicht. Dieses Effektgerät nutzte angeblich nun auch teilweise ein digitales Signal zur Signalaufbereitung im Gegensatz zum Vorreiter. Allerdings werden gemäß der Stromlaufpläne in den Service-Handbüchern sowohl im CLS 22 als auch im CLS 222 rein analoge Schaltkreise verwendet, unter anderem BBD-Chips (sog. "Eimerkettenspeicher") für die Signalverzögerung. Das Modell CLS 222 konnte dennoch laut dem Hersteller ohne Probleme für E-Gitarren, Mikrofone und PA-Anlagen verwendet werden, wobei das Vorgängermodell eher für Keyboards ausgelegt war. Die Geräte waren zu einem Neupreis von rund 700 D-Mark in den Farben „weiß“ und „schwarz“ erhältlich. Heutzutage sind die Geräte gebraucht zu einem Preis von 275 Euro bis 460 Euro erhältlich (Stand: Juni 2017).

## Verwendung

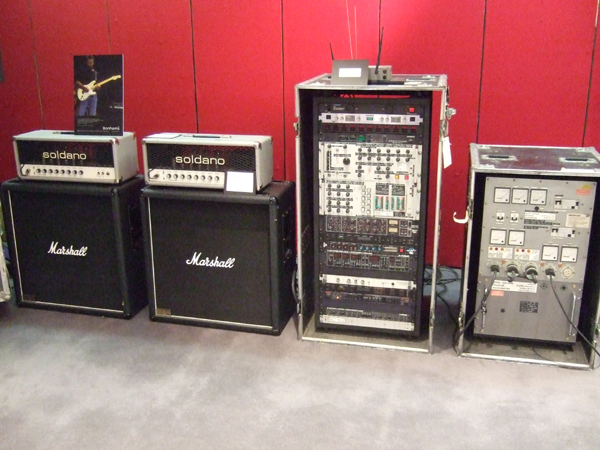
Ein CLS 222 in Eric Claptons Racksystem (sechstes von unten).

Der britische Rockmusiker Eric Clapton nutzte ein weißes „Dynacord CLS 222“ von 1989 bis 1996 als Teil seines Soldano/Cornish Guitar Routing System. Im System kam das Effektgerät bei dem B-Teil des Cream-Liedes Badge. Auf der Originalaufnahme spielte Clapton den Teil mit einem originalen Leslie-Lautsprecher ein, nutzte aber für die Auftritte während der Journeyman World Tour und Welttournee im Jahr 1992 das Dynacord als Ersatz.
Auch der Gitarrist David Gilmour der Rockband Pink Floyd nutzte ein „Dynacord CLS 222“ in seinem Gitarren- und Effektgerätesystem, dass ebenfalls wie Claptons von dem britischen Elektrotechniker Pete Cornish entwickelt wurde.
Der Gitarrist The Edge der irischen Band U2 nutzte ebenfalls das Effektgerät vom Typ „CLS 22“. Der französische Musikproduzent und Diskjockey Joakim Bouaziz verwendet in seinem New Yorker Crowdspacer Studio einen „Dynacord Leslie simulator CLS 222“. Der deutsche Blues- und Rockgitarrist Marc Dorendorf verwendet ein „Dynacord CLS 222“ in seinem Racksystem.
Der Rockgitarrist- und Sänger Peter Frampton kritisierte den Klang des Gerätes nach einer kurzen Testphase mit dem Modell „CLS 22“ Mitte der 1980er Jahre und meinte, dass der Klang nicht im Geringsten den eines echten Leslie-Lautsprechers nachahmen könne.